# 萊昂內爾鎮
萊昂內爾鎮是牙買加的城鎮，位於該國南部，由米德爾塞克斯郡的克拉倫登區負責管轄，該鎮東面有大片紅樹林，2010年人口5,439。
17°46′30″N 77°14′06″W / 17.775°N 77.235°W